# Marin (famiglia)
I Marin furono una nobile famiglia veneziana.

## Storia
Forse originari dell'antica Equilio, i Marin sarebbero stati, secondo la tradizione, tra i primi abitanti delle isole lagunari, dove sostennero «le primarie cariche patrie», ossia diedero alla Repubblica antichi tribuni.
A livello prettamente storico, tuttavia, i Marin sono ricordati negli annali veneziana a partire dal secolo XIII: nel 1297, anno della celebre serrata del Maggior Consiglio, sono annoverati tra le famiglie incluse nel corpo patrizio cittadino. Si distinsero per ricchezza ed influenza politica soprattutto tra il XVI e il XVII secolo. Vari membri di questa casata ricoprirono importanti posizioni amministrative, militari ed ecclesiastiche della Serenissima: tra essi si ricordano Domenico, procuratore di San Marco nel 1505, e Luigi (XVI sec.), segretario della Repubblica.
Nella prima metà dell'Ottocento, questa casa era divisa in otto differenti rami, quasi tutti domiciliati in Venezia: ognuno di essi ricevette conferma della propria nobiltà con le sovrane risoluzioni datate 30 novembre 1817, 28 novembre 1818, 2 novembre 1819 e 10 novembre 1818.
Carlo di Girolamo Marin, imperial regio ciambellano e intendente alle Finanze nella città di Verona, era nonno materno del celebre patriota Ippolito Nievo.

## Luoghi e architetture
Palazzi
- Palazzo Marin, a San Marco
- Palazzo Marin Contarini, sempre a San Marco

Ville
- Villa Marin, a Gardigiano
- Villa Marin, a Lesina